# Iset'
L'Iset' è un fiume degli Urali e della Siberia Occidentale (le oblast' di Svedlovsk, Tjumen' e Kurgan), affluente di sinistra del Tobol, nel bacino dell'Irtyš.
Nasce dal versante orientale degli Urali centrali, dal lago artificiale omonimo, pochi chilometri a nordovest della città di Ekaterinburg; scorre con direzione mediamente orientale o sud-orientale, dapprima nel pedemonte uraliano, in una regione ricca di laghi e bacini artificiali, attraversando successivamente la sezione sudoccidentale del bassopiano siberiano occidentale. I maggiori affluenti ricevuti nel suo corso sono il Miass, il Teča e il Sinara, tutti provenienti dalla destra idrografica.
Il fiume tocca diverse città di rilievo: oltre alla importante città industriale di Ekaterinburg, altri insediamenti sono Kamensk-Ural'skij, Katajsk, Dalmatovo, Šadrinsk; a valle di quest'ultima città, situata nell'oblast' di Kurgan, il fiume diventa navigabile.
Il fiume è congelato, mediamente, da novembre ad aprile, inclusi; similmente a quasi tutti i fiumi russi, la primavera, subito dopo il disgelo, è il periodo in cui si toccano i massimi annui di portata.